# John B. Fournet
John Baptiste Fournet (* 27. Juli 1895 in St. Martinville, Louisiana; † 3. Juni 1984 in Jackson, Mississippi) war ein US-amerikanischer Jurist und Politiker. Zwischen 1932 und 1935 war er Vizegouverneur des Bundesstaates Louisiana.

## Werdegang
John Fournet entstammte einer reichen Familie, die Zuckerplantagen bewirtschaftete. Er besuchte die öffentlichen Schulen seiner Heimat. Im Jahr 1915 absolvierte er die Northwestern State University in Natchitoches. Zwischenzeitlich unterrichtete er als Lehrer. Während des Ersten Weltkrieges war er in einem militärischen Ausbildungslager in Louisiana und dann in Georgia. Er kam aber nicht zum Kriegseinsatz. Nach einem anschließenden Jurastudium an der Louisiana State University und seiner 1920 erfolgten Zulassung als Rechtsanwalt begann er in St. Martinville in diesem Beruf zu arbeiten. Gleichzeitig schlug er als Mitglied der Demokratischen Partei eine politische Laufbahn ein. Dabei war er ein Freund des einflussreichen Huey Long, der seine Laufbahn förderte. Zwischen 1928 und 1932 war er Abgeordneter im Repräsentantenhaus von Louisiana und Präsident dieser Kammer.
1932 wurde Fournet an der Seite von Oscar K. Allen zum Vizegouverneur von Louisiana gewählt. Dieses Amt bekleidete er zwischen 1932 und 1935. Dabei war er Stellvertreter des Gouverneurs und Vorsitzender des Staatssenats. Sein Freund Long, der damals US-Senator war, ermutigte ihn, sich um den Posten eines Richters am Louisiana Supreme Court zu bewerben. Nachdem diese Bewerbung erfolgreich war, trat Fournet als Vizegouverneur zurück. Er begleitete Huey Long, als dieser im weiteren Verlauf des Jahres 1935 erschossen wurde. Zwischen 1935 und 1949 war Fournet beisitzender Richter am Louisiana Supreme Court und von 1949 bis 1970 war er als Chief Justice Vorsitzender dieses Gerichtshofs. Er starb am 3. Juni 1984 in Jackson.